# Aeroporto de Paris Beauvais Tillé
O Aeroporto de Beauvais-Tillé (em francês: Aéroport de Beauvais-Tillé) (IATA: BVA, ICAO: LFOB) está localizado perto da cidade de Beauvais, na Picardia, norte da França. Nele só operam as companhias aéreas de baixo custo e low rise como a Ryanair. Possui uma pequena estrutura e não permanece aberto 24 horas, funcionando apenas das 6:30 h às 23:30 h desde 2007, para descanso dos moradores na área do aeroporto. Apesar de se situar a 85 km de Paris e não dispor de transporte público frequente para a cidade, as companhias low-cost publicitam-no despudoradamente como "Beauvais-Paris".

## Instalações
Possui um pequeno duty free para os voos internacionais. Possui 3 lanchonetes, caixa eletrónico, e quiosques para alugar carros. Possui guiché para compra de transporte para Paris, por ser afastado do centro.
É considerado um dos 10 piores aeroportos do mundo

## Estatísticas
Ver a consulta original do Wikidata.